# 臺灣接管計劃綱要地方政制

1945年之台灣地方政制中，十二「市」、三十｢縣｣的約略位置。

《臺灣接管計劃綱要地方政制》是對於台灣在第二次世界大戰後行政區劃的一項草案，是《台灣接管綱要》的一部分，於1945年3月正式通過。其內容主要是將臺灣日治時期舊襲之5州3廳9市區劃改為11市、9個一級縣、18個二級縣及3個三級縣，並將若干當局認為「不宜」的地名另取新稱。另外，亦沿用日治時期的保甲制度中的鄰里建制。
中華民國國民政府制定通過的這地方政制，為戰前發布之接收台灣調查研究一部份。之後，因為戰後台灣實施軍政一元、委任立法、行政專制加上台灣省行政長官陳儀認為該政制不符實際，於是此政制並未於1945年10月25日國民政府臺灣省行政長官公署正式接管台灣省之後全面實施，而是沿用、修改日治時期區劃。1950年，因第二次國共內戰失利而政府遷台的中華民國廢止此政制，而是另訂台灣省各縣市實施地方自治綱要將台灣省重新區劃。

## 背景
1943年開羅會議中，同盟國發布之开罗宣言主張「…如東北四省、臺灣及澎湖群島必須歸還中華民國…」依此，位於重慶的戰時國民政府認定戰後臺灣必將成為中華民國領土，即展開接管台灣的研究與計劃。
1944年4月，駐在重慶的中華民國政府，委由中央設計局設立台灣調查委員會，並任命陳儀為主任委員。該調查委員會對當時日治下臺灣的經濟、政治、民生、軍事等各方面作出頗為詳細的調查。1945年3月，當時中國領導者蔣介石採納陳儀等人所提；共16項83條的《台灣接管計劃綱要》，作為接管台灣的藍圖與政經法律依據，並提交國民政府委員會予以通過追認。而綱要中的地方政制條款，正是預計接管台灣後的行政區劃主要依據。

## 地方政制主要內容與實施情況
重慶政府規劃的台灣地方政制主要改革內容為：
- 將日治時期之街、庄名稱改為鎮與鄉，並維持村里鄰建制，原則上不重新劃分。
- 將日治時期州廳轄之台北等11市以及計畫中的新高市改制為12個省轄市。1945年10月後，台灣省實際統治單位：行政長官公署，將地方政制研擬的十二省轄市減少為九市。而規模較小的花蓮港市、宜蘭市改為縣轄市。
- 增加行政區劃－一級縣，共9個縣，將日治時期之地理、人文相近之兩至三郡，合併為縣，而一級縣區劃依據為十五萬人以上為原則。
- 增加行政區劃－二級縣，共18個縣。
- 增加行政區劃－三級縣，共3個縣。

此次規劃重點是以人口多寡為主要依據，方便日後實施選舉及地方自治。除此之外，縣市名稱特別使用了歷史人物人名或別號，如：嘉義市紀念林爽文改為爽文市、基隆郡改制的省三縣則是清朝巡撫劉銘傳的別號。

## 地方政制之詳細行政區劃
- 市：臺北市、基隆市、宜蘭市、新竹市、臺中市、彰化市、臺南市、爽文市（日治時期之原名為嘉義市）、高雄市、屏東市、花蓮港市、梧棲市（計畫中的新高市即梧棲街）
[新高市行政區域範圍查证请求]。
- 一級縣：羅東縣、七星縣、淡水縣、桃園縣、員林縣、北港縣、曾文縣、延平縣、鳳山縣。
- 二級縣：省三縣、中壢縣、滄海縣、竹南縣、福星縣、大甲縣、豐原縣、霧峰縣、鹿港縣、北斗縣、南投縣、斗六縣、清芳縣、東石縣、北門縣、淵亭縣、東港縣、鳳林縣。
- 三級縣：恆春縣、澎湖縣、台東縣。
- 鄉鎮：原本街（此街為類似「市鎮」區劃，並非指「街道」）庄，改名為鎮與鄉，原則上，區劃並不更動。
- 村里：鄉鎮的村以150戶為原則，里以200戶為原則，在村里轄下，以10戶為原則編為鄰，即為「村里鄰」編制，類似保甲制度。此保甲制度，仍於台灣實施，不過功能已從政治控管轉為經濟、衛生、治安導向。

## 行政區劃確定
之後，因臺灣省行政長官陳儀認為地方政制不切實際，因此該政制並未於正式接管台灣省之後全面實施，而是將日治時期五州三廳改為八縣，另增設基隆、臺北、新竹、臺中、彰化、嘉義、臺南、高雄、屏東等9省轄市。1950年，因為國共內戰遷台的中華民國又根據《台灣省各縣市實施地方自治綱要》將台灣區劃成16縣、5省轄市、1管理局（陽明山管理局）、360鄉、鎮、縣轄市，鄉鎮縣轄市直接隸屬縣。而1950年版的這項行政區劃，歷經三次明顯更動之外其架構大致不變。